# A dél-Srí Lanka-i mexikóma béka
A dél-Srí Lanka-i mexikóma béka (The Mexican Staring Frog of Southern Sri Lanka) a South Park című rajzfilmsorozat tizenkilencedik része (a 2. évad 6. epizódja). Elsőként 1998. június 10-én sugározták az Egyesült Államokban.

## Cselekmény
A gyerekek tanáruktól, Mr. Garrisontól azt a feladatot kapják, hogy készítsenek egy vietnámi veteránnal interjút, ezért segítséget kérnek Stan Marsh nagybátyjától, Jimbo-tól és annak legjobb barátjától, Nedtől. Ők elmesélnek egy abszurd történetet, amely szerint az amerikai támaszponton vidámparki játékok voltak és azt állítják, egyedül győzték le a teljes Vietkongot. A hihetetlen beszámolót hallva Mr. Garrison nem hiszi el, hogy a fiúk valóban elkészítették a házi feladatukat és szerinte az egészet csak ők találták ki, ezért egyest, valamint egyhetes büntetést ad nekik. A gyerekek elhatározzák, hogy a hamis történet miatt bosszút állnak Stan bácsikáján és ennek érdekében hamis videókat küldenek be Jimbo és Ned vadászműsorába a „legendás” dél-Srí Lanka-i mexikóma békáról, amely állítólag egyetlen pillantásával ölni képes.
A videók bemutatásával Jimbo és Ned műsora sikeres lesz és megelőzi a konkurens talk-show-t, a Jézus és a haverokat, melyet Jézus vezet. Ezt látva Jézus pénzéhes producere úgy dönt, változtat a műsor felépítésén, annak ellenére, hogy Jézus nem lelkesedik az ötletért. Jimbo és Ned a mexikóma béka keresésére indul, amely az egyik hamisított videó szerint már South Parkban garázdálkodik. Útközben szóba elegyednek az operatőrrel, egy másik vietnámi veteránnal, aki alátámasztja a vidámparki játékokról szóló korábbi történetet. Ned véletlenül ránéz arra a műanyag békára, melyet a gyerekek raktak ki, hogy Jimbóékat kellemetlen helyzetbe hozzák, de Ned a félelemtől kómába esik. A kórházban a fiúk bevallják tettüket; Jézus producere „véletlenül” meghallja a beszélgetést és mindannyiukat meghívja a konkurens talk-showba.
A producer – Jézus tudta nélkül – ráveszi őket arra, hogy a nézettség növelése érdekében hamis rágalmakkal illessék egymást és verekedjenek össze. Jimbo azt állítja, Stan drogozik és sátánimádó, míg Stan molesztálással vádolja meg nagybátyját. Amikor verekedés tör ki a teremben, Jézus rendet tesz, majd kibékíti a szemben álló feleket; Jimbo elismeri, hogy hazudott és „kicsit” kiszínezte a Vietnámról szóló beszámolóját. A gyerekek lebuktatják a producert, akit büntetésből Jézus a pokolba száműz. A producer az alvilágban találkozik Sátánnal és annak szeretőjével, Szaddám Huszeinnel.

## Kenny halála
- Kenny-t a verekedés során két ember megragadja és kettétépi. Halála után testét patkányok lepik el.

## Utalások
- Az epizód a Jézus és a haverok című műsoron keresztül parodizálja ki a hatásvadász talk show-kat, elsősorban a Jerry Springer Show-t.
- Jimbo a kórházban S.E. Hinton Kívülállók című regényéből olvas fel a kómába esett Nednek.
- Mikor Jimbo elkezdi mesélni a fiúknak a vietnámi életüket, az Apokalipszis most c. film két helyszínét „összeolvasztva” láthatjuk. (vidámpark, öböl).

## Bakik
- Amikor Jimbo, Ned és a többiek az epizód végén kijönnek a Jézus és a haverok forgatásáról, akkor egy pillanatra Ned újra ép és egészséges, utána viszont megint olyan fejet vág, mint amikor kómába esett.
- Cartman azt állítja, nem tudja, mi az a „Vietnám”, pedig A vulkán című epizódban azzal dicsekedik, hogy meg is járta azt.
- Az első visszaemlékezés során a tábornok egy térképet mutat Jimbónak Vietnámról. Ez valójában Olaszország térképe, melyen Róma helyén Ho Shi Minh város található.